# San Francisco Ballet School

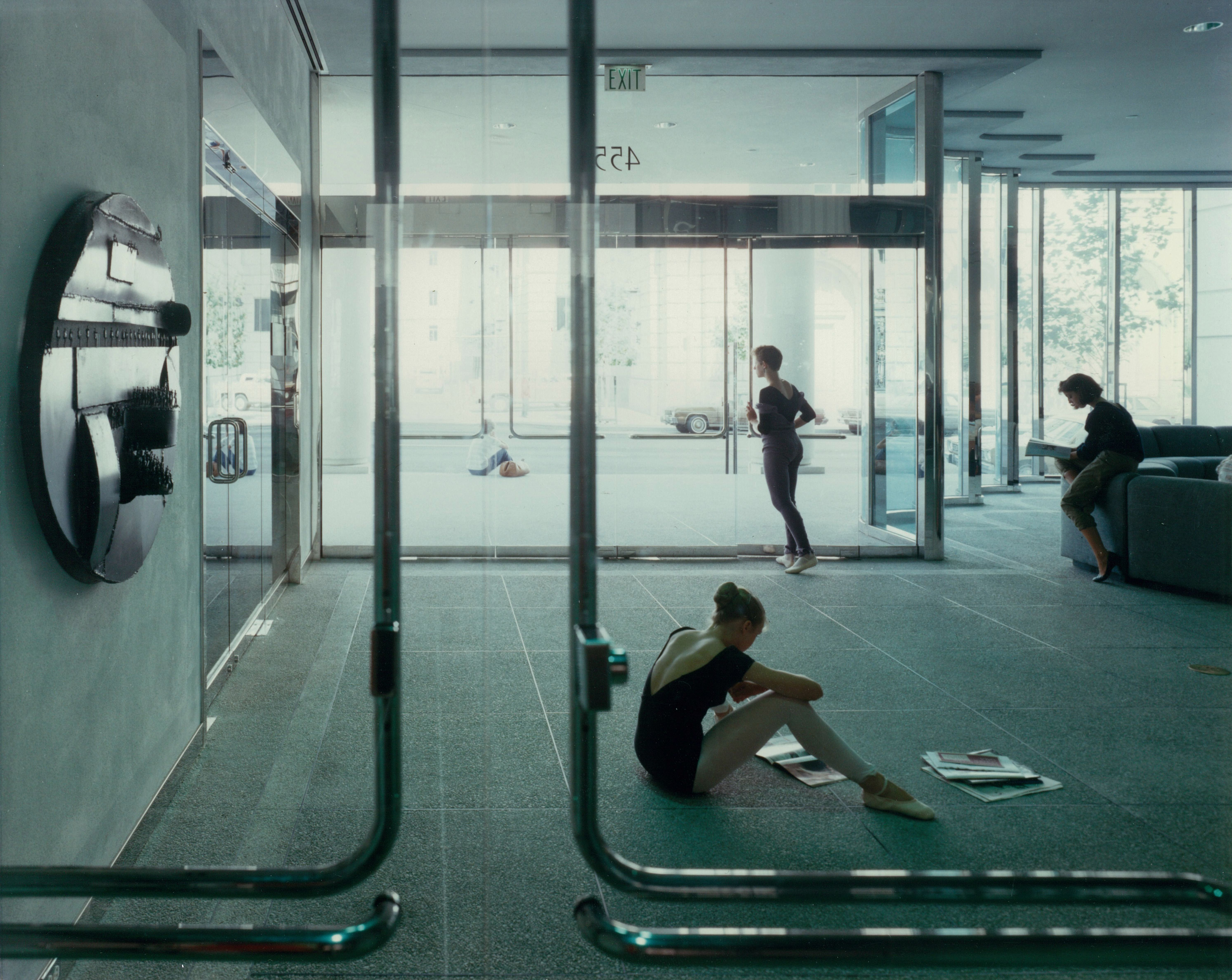
san francisco ballet school

La San Francisco Ballet School est une école de ballet située à San Francisco, aux États-Unis.
Créée en 1933, en même temps que le San Francisco Opera Ballet, elle était la seule école américaine, avec New York, englobée dans une compagnie officielle. Outre la danse classique, y sont également enseignées la danse contemporaine, la musique, la danse de caractère, la nutrition.
Le but de la San Francisco Ballet School est de préparer des danseurs de talents en vue d'entrer au San Francisco Ballet ou dans d'autres compagnies internationales de renommée.
Située dans le même bâtiment que le San Francisco Ballet, elle est dirigée depuis 1985 par son même directeur, Helgi Tomasson. Anatole Vilzak y enseigna de 1966 à 1996.

## Liens internet
- Site officiel de la San Francisco Ballet School
- Site officiel du San Francisco Ballet